# 五裂锐角槭
五裂锐角槭（学名：Acer acutum var. quinquefidum）为槭树科槭属下的一个变种。

## 扩展阅读
- 維基物種上的相關：五裂锐角槭